# Željko Mejakić
Željko Mejakić, född 2 augusti 1964 i Petrov Gaj, är en bosnienserbisk polisman och dömd krigsförbrytare. Under Bosnienkriget 1992–1995 var han kommendant för koncentrationslägret i Omarska. I maj 2008 dömde Internationella krigsförbrytartribunalen för det forna Jugoslavien Mejakić till 21 års fängelse för krigsförbrytelser och brott mot mänskligheten.